# Термодинаміка
Термодинáміка — розділ класичної фізики, що вивчає найбільш загальні властивості макроскопічних систем і способи передачі і перетворення енергії в таких системах. Загальна феноменологічна наука про енергію, яка досліджує різноманітні явища природи (фізичні, хімічні, біологічні, космічні і т. ін.) у світлі основних законів (начал) термодинаміки. Термодинаміка і статистична фізика вивчають теплову форму руху матерії, однак, істотна різниця між ними полягає в методах дослідження. Термодинаміка не використовує ніяких гіпотез, тобто припущень, що вимагають подальшої дослідної перевірки. Зокрема, термодинаміка не використовує ніяких гіпотез і теорій будови речовини. Статистична фізика, навпаки, з самого початку спирається на молекулярні уявлення про будову фізичних систем, широко застосовуючи методи теорії ймовірностей.
Метод термодинаміки — дедуктивний. Він полягає в строгому математичному розвитку постулатів термодинаміки — початкових аксіом, що є узагальненням загальнолюдського досвіду пізнання природи і допускають пряму експериментальну перевірку в усіх областях природознавства. З цієї причини висновки, до яких приходить термодинаміка, мають таку ж міру достовірності, як і закони, що лежать в її основі.
Зародившись як наука про перетворення теплоти на роботу (технічна термодинаміка), термодинаміка стала проникати в найрізноманітніші галузі науки і техніки. Таким чином народилися такі відносно самостійні її розділи як фізична (загальна) термодинаміка, хімічна термодинаміка, біологічна термодинаміка, термодинаміка чорних дір, тощо.

## Історія

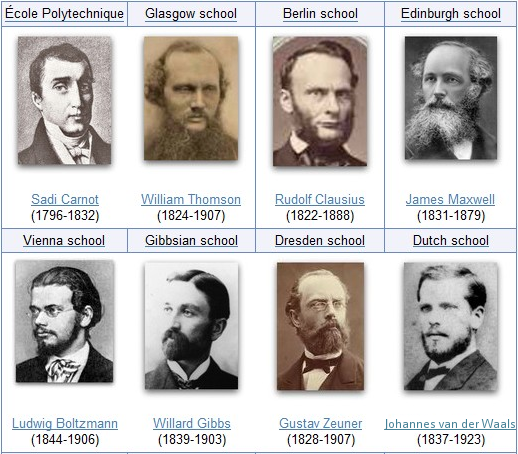
Засновники термодинаміки

Головною проблемою, яка стояла перед вченими і інженерами XIX і початку XX століття було створення теорії роботи теплових машин, яка дозволила б поставити на наукову основу розрахунок і проектування поршневих парових машин, парових турбін, двигунів внутрішнього згорання, холодильних машин і так далі. Основу термодинаміки як нової науки заклав французький фізик Саді Карно в опублікованому в 1824 р. трактаті Роздуми про рушійну силу вогню і про машини, здатні розвивати цю силу.
У своїй роботі Карно дотримувався панівної в той час теорії теплецю, згідно з якою теплота була деякою субстанцією (флюїдом) під назвою теплець, здатною вбиратися тілами залежно від їх маси і температурних умов, і його кількість у всіх процесах залишається незмінною. Отримання роботи в тепловій машині, згідно з теорією теплецю, пояснювалося падінням теплецю з більш високого температурного рівня на нижчий, аналогічно принципу роботи водяних турбін.
Основним змістом роботи Карно було дослідження умов найвигіднішої роботи теплових двигунів за наявності двох джерел постійних температур {\displaystyle t_{1}} і {\displaystyle t_{2}}. У міркуваннях, що містять рішення цієї задачі, Карно розвиває ідею про кругові процеси (цикли), розробляє схему циклу, що носить його ім'я, вводить поняття об зворотних процесах і приходить до такого висновку: рушійна сила тепла не залежить від агентів (робочих тіл), узятих для її розвитку; її кількість виключно визначається температурами тіл, між якими, кінець кінцем, робиться перенесення теплецю.
При доказі цього твердження Карно використав два взаємовиключні принципи: теорію теплецю і гідравлічну аналогію, що суперечать закону збереження енергії, і принципу виключеного Perpetuum mobile I роду для механічних явищ, який знаходиться в повній відповідності із законом збереження енергії і є окремим випадком його вираження. З сучасної точки зору кінцевий висновок Карно про незалежність коефіцієнта корисної дії теплових двигунів від природи робочої речовини і про визначальну роль температур зовнішніх джерел в процесах оборотних теплових двигунів не може вважатися обґрунтованим, проте, висновок є вірним.
У середині XIX століття, незабаром після публікації роботи Карно уявлення про теплець були остаточно залишені. Нищівний удар по теорії теплецю був завданий ще наприкінці XVIII століття дослідами Бенджаміна Томпсона і Гамфрі Деві, але більшість фізиків протягом півстоліття не бажали відмовлятися від теорії теплецю. Незважаючи на усю свою наївність, ця теорія так просто і наочно пояснювала багато явищ, що навіть будучи повністю скинутою, продовжувала дуже довго володіти умами вчених. Нагрівання тіл при терті теорія теплецю пояснювала перенесенням теплецю з довкілля з нижчим температурним рівнем до тіл з більш високим температурним рівнем за рахунок роботи, що витрачалася. Бенджамін Томпсон в 1798 р. спостерігаючи за процесом свердління гарматних стволів, помітив, що під час здійснення цієї роботи, яку супроводить тертя, безперервно виділяється величезна кількість тепла, і при цьому ніякого охолодження довкілля (повітря) не відбувається. У 1799 р. Г. Деві провів досвід по тертю між охолодженими нижче температури плавлення двома шматками льоду у безповітряному просторі, захищеному від сонячного і теплового випромінювання. При цьому спостерігалося плавлення льоду, що вимагає великих витрат тепла. Таким чином було доведено, що виділення тепла при терті відбувається не за рахунок запозичення його з довкілля, як помилково пояснювала теорія теплецю, а за рахунок витраченої роботи. Мабуть, близько 1830 р. Саді Карно відмовився від теорії теплецю і уперше виразно сформулював принцип еквівалентності тепла і роботи, а також приблизно встановив величину теплового еквівалента роботи. Проте, записки Карно залишилися непоміченими і були опубліковані тільки через сорок років після його смерті.
У період 1842—1850 рр. цілий ряд дослідників майже одночасно встановлює величину теплового еквівалента роботи:
- Юліус Роберт фон Маєр в 1842 р. — по різниці теплоємностей газів при постійному тиску і постійному об'ємі, на основі переконань про збереження сили (енергії);
- Д. П. Джоуль в 1841—1843 рр. і Е. Ленц в 1844 р. — по тепловиділенню в ланцюзі електричного струму;
- А. Кольдинг і Д. П. Джоуль в період 1843—1850 рр. — по тепловиділенню при терті і таке інше.

Встановлення принципу еквівалентності теплоти і роботи було останньою ланкою на шляху математичного оформлення першого закону термодинаміки як загального закону збереження енергії. Сучасне формулювання першого закону термодинаміки для оборотних процесів і подальші побудови принципових положень класичної термодинаміки, до другого закону термодинаміки включно, виконані Рудольфом Клаузіусом (1850—1865) і Вільямом Томсоном (лордом Кельвіном) Зусиллями цих учених було зроблено узгодження висновків Карно, зроблених на базі теорії теплецю, (теореми Карно) з першим законом термодинаміки. Окрім цього, P. Клаузіус отримав нові результати, що склали зміст другого закону термодинаміки.
Найважливішим моментом у побудові першого закону, що стався услід за відкриттям принципу еквівалентності, є введення поняття внутрішньої енергії тіл (В. Томсон, 1851). Внутрішня енергія тіл спочатку розглядалася як сума внутрішнього тепла і внутрішньої роботи тіла (Р. Клаузиус, «Механічна теорія тепла», гл. I), проте, подібне визначення нині не може бути прийняте, оскільки, очевидно, що ні тепло, ні робота в тілі не містяться. Тепло і робота, отримані тілом ззовні, підвищують його внутрішню енергію і, навпаки, за рахунок зменшення внутрішньої енергії тіла від нього можуть бути отримані тепло і робота у рамках однієї і тієї ж суми, але в різних співвідношеннях.
Основним змістом термодинаміки XIX століття було дослідження термодинамічних циклів з точки зору їх коефіцієнта корисної дії і пошуку шляхів його підвищення, вивчення властивостей парів і газів, розробка термодинамічних діаграм для теплотехнічних розрахунків. У XX столітті важливим завданням стала розробка теорії течії і витікання пари і газів у зв'язку з тією роллю, яку почали грати парові і газові турбіни. Тут видатну роль зіграли праці Г. Лоренца і Л. Прандтля. Цей напрям розвитку науки здобув назву — технічна термодинаміка. Істотний внесок у розвиток технічної термодинаміки внесли В. Ранкін, Д.Стретт, Р. Мольє, і Л. Рамзін.
На межі XIX і XX віків почалася ревізія побудов класичної термодинаміки, яка стосується головним чином до проблеми другого закону термодинаміки (М. Шиллер, 1900; К. Каратеодорі, 1909; Т. Афанасьєва-Еренфест, 1925; М. Планк). Вона продовжилася в працях К. А. Путілова, М. О. Леонтовича, О. А. Гухмана та М. І. Білоконя. XX століття характеризується активним проникненням термодинаміки в інші науки. Виникають нові напрями в термодинаміці, такі як фізична або загальна термодинаміка, хімічна термодинаміка, біологічна термодинаміка (теорія клітини), термодинаміка електричних і магнітних процесів, релятивістська, квантова, космічна термодинаміки і так далі.
З розвитком кріогенної техніки на початку XX століття виникла можливість досліджувати властивості речовин при дуже низьких температурах. Це дозволило сформулювати третій закон термодинаміки— твердження про те, що ентропія однокомпонентних речовин прямує до нуля при зменшенні температури до абсолютного нуля.
Рівноважна термодинаміка стала довершеною наукою на початку XX століття. Сучасні дослідження зосереджені в основному на властивостях нерівноважних та відкритих систем, вивченні процесів переносу, релаксації, самоорганізації.

## Основні поняття термодинаміки
Термодинаміка використовує поняття і визначення, прийняті в класичній фізиці (механіці), такі як маса, сила, об'єм, щільність, питомий об'єм, тиск. Тиск суцільних мас рідин, парів і газів, вимірюваний приладами барометричного типу, носить назву абсолютний тиск, а приладами манометричного типу — надмірний. Слід зазначити, що в рівняння термодинаміки входять лише абсолютні тиски. На практиці, для отримання абсолютного тиску, до манометричного тиску додають нормальний атмосферний  тиск. Поняття, запозичені з фізики, доповнюються поняттями властивими термодинаміці. До них належать: термодинамічна система, термодинамічна рівновага, термодинамічні процеси, температура, теплота, термодинамічна робота, внутрішня енергія, тощо.

### Термодинамічна система
Термодинамічна система — досліджуваний термодинамікою об'єкт — являє собою матеріальний вміст виділеної області простору (частини Всесвіту), яка обмежена реальною або умовною оболонкою від навколишнього середовища. Залежно від можливості обміну речовиною з довкіллям розрізняють відкриті і закриті термодинамічні системи. Системи, які не можуть обмінюватися з довкіллям ні речовиною, ні енергією, включаючи випромінювання, називаються ізольованими.
Термодинамічна система описується рядом макроскопічних змінних — фізичних величин (параметрів) — які характерізують властивості, системи, наприклад, об'єм, тиск, температура, щільність, пружність, концентрація, поляризованість, намагніченість і таке інше. Для опису властивостей системи використовують макроскопічні термодинамічні змінні — фізичні величини (параметри), які називаються функціями стану. Функції стану залежать тільки від стану системи в даний час і не дають відомостей про передісторію системи, а саме, яким чином система перейшла в цей стан з попереднього. Прикладами функцій стану є тиск {\displaystyle p}, об'єм {\displaystyle V}, температура {\displaystyle t}, внутрішня енергія {\displaystyle U}, ентальпія {\displaystyle H}, ентропія {\displaystyle S} і інші.
Параметри стану поділяють на внутрішні, що описують властивості самої системи, і зовнішні, що стосуються довкілля. Ряд параметрів можна здобути шляхом беспосереднього виміру властивостей термодинамічної системи. Параметри, які важко або неможливо здобути виміром властивостей, отримують за допомогою обчислень. Приклади термодинамічних параметрів, здобутих вимірюванням властивостей системи, є тиск {\displaystyle p}, об'єм {\displaystyle V}, температура {\displaystyle t}, кількість молей речовини {\displaystyle n}, електричний потенціал {\displaystyle \varpi } і ін. Приклади параметрів здобутих обчисленням: внутрішня енергія {\displaystyle U}, ентальпія {\displaystyle H}, ентропія {\displaystyle S}, хімічний потенціал {\displaystyle \mu } і ін.

### Термодинамічна рівновага, рівноважний процес, зворотний (оборотний) процес
Термодинамічна рівновага є такий (фізичний, тепловий, хімічний, фазовий і тому подібний) стан термодинамічної системи, при якому у відсутності зовнішньої дії усі її параметри зберігають свої значення як завгодно довго. Виходячи з узагальненого людського досвіду, ізольовані системи мають властивість переходити з часом в рівноважний стан. (У ряді джерел ця властивість зводиться в ранг нульового або загального закону термодинаміки).

#### Рівноважний процес
Рівноважним процесом називається безперервна послідовність рівноважних станів, що відбувається в системі. Прикладом рівноважного процесу може служити квазістатичний (гранично уповільнений процес теплообміну між тілами, що знаходяться в тепловій рівновазі).

#### Зворотний процес
Зворотним процесом називається процес, що в умовах ізольованої системи, тобто без зовнішньої дії допускає можливість повернення цієї системи з кінцевого стану в початковий за допомогою будь-якого іншого зворотного процесу. У зворотному процесі мають бути виключені незворотні процеси (тертя, дифузія. нерівноважний теплообмін, тощо).

### Проста термодинамічна система, або просте тіло
Проста термодинамічна система або просте тіло, є така система, фізичний стан якої сповна визначається значеннями двох незалежних змінних — функцій стану простого тіла, наприклад, температура {\displaystyle t} і питомий об'єм {\displaystyle v} або тиск {\displaystyle p} і питомий об'єм {\displaystyle v}, координати термодинамічної роботи {\displaystyle F_{i},X_{i}} і таке інше. Вираження залежності трьох характеристик стану простого тіла {\displaystyle (x,y,z)}, що здобуваються безпосереднім виміром відповідних властивостей і є попарно незалежними, ми називатимемо рівнянням стану цього тіла: {\displaystyle \varphi (x,y,z)=0}. Простими тілами називаються ізотропні тіла, зокрема: гази, пари, рідини, плівки і більшість твердих тіл, що знаходяться в термодинамічній рівновазі і не схильні до дії поверхневого натягнення, гравітаційних і електромагнітних сил, а також хімічних перетворень. Дослідження простих тіл в термодинаміці являють найбільший теоретичний і практичний інтерес.

### Ідеальний газ
Ідеальний газ з позиції молекулярно-кінетичної теорії являє собою теоретичну (математичну, фізичну) модель газу.
Рівняння стану ідеального газу може бути виведене теоретичним шляхом при деяких припущеннях на основі кінетичної теорії газів: ідеальний газ є система вільних матеріальних точок, не схильних до дії сил взаємного тяжіння, відштовхування і так далі.
У класичній термодинаміці під ідеальними газами маються на увазі гіпотетичні (реально не існуючі) гази, що строго підкоряються рівнянню газового стану Клапейрона.
Рівняння Клапейрона:
{\displaystyle pV={\frac {m}{M}}RT}.
де:
- {\displaystyle V} — об'єм газу,
- {\displaystyle M} — молярна маса газу,
- {\displaystyle m} — маса газу,
- {\displaystyle p} — абсолютний тиск,
- {\displaystyle T} — абсолютна температура,
- {\displaystyle R} — універсальна газова стала

### Робота і теплота
При побудові термодинаміки приймається, що усі можливі енергетичні взаємодії між термодинамічною системою і зовнішнім середовищем зводяться до передачі роботи і теплоти.
Перший спосіб передання енергії, пов'язаний зі зміною зовнішніх параметрів системи, називається роботою. Поняття механічної роботи термодинаміка запозичує з фізики (механіки). У термодинаміці, вводиться поняття оборотної або термодинамічної роботи. У разі простої термодинамічної системи (простого тіла) термодинамічною роботою називається робота тіла, що стискається, залежно від абсолютного тиску {\displaystyle (p)} і зміни об'єму {\displaystyle (dV)}:
{\displaystyle \delta A=pdV}
або в інтегральній формі:
{\displaystyle A_{1,2}=\int _{1}^{2}pdV=P_{m}(V2-V1)}
Інтегральне визначення величини термодинамічної роботи можливе тільки за наявності рівняння зв'язку між тиском і об'ємом.
Другий спосіб передання енергії, без зміни зовнішніх параметрів, називається теплом, а сам процес передачі енергії теплообміном. Теплообмін є форма передачі енергії від одних тіл до іншим шляхом теплопровідності і випромінювання. Кількість енергії, передана системі за допомогою роботи, також називається роботою {\displaystyle A}, а кількість енергії, передана за допомогою теплообміну — кількістю теплоти.

### Температура
Початкове визначення температури: температура є єдина функція стану термодинамічних систем (тіл), що визначає напрям самовільного теплообміну між цими системами, тобто, системи, що знаходяться в тепловій рівновазі, мають однакову температуру у будь-який температурній шкалі {\displaystyle (T,t,\theta );} звідси витікає, що дві системи, що не контактують між собою, але знаходяться нарізно в тепловій рівновазі з третьою системою (вимірювальний прилад), мають однакову температуру. Деякі іншомовні джерела це твердження вважають нульовим законом термодинаміки. Температура в емпіричних шкалах вимірюється приладами (термометрами), принцип дії яких заснований на залежності від температури якої- небудь властивості речовини: лінійного розширення, тиску, електричного опору, термоелектрорушійної сили, випромінювання і таке інше.
З точки зору молекулярно-кінетичної теорії температура визначається як фізична величина, пропорційна середньої кінетичної енергії поступального руху молекул ідеального газу.

### Абсолютна шкала температур
Температурні шкали Фаренгейта і Цельсія обирали за реперні точки температури певних процесів, наприклад, температуру замерзання і кипіння води при нормальних умовах (певному значенні тиску). Потреба в точніших вимірюваннях призвела до вдосконалення температурної шкали. Існує найнижча можлива температура, яку називають абсолютним нулем температури. При температурі абсолютного нуля будь-який тепловий рух в тілах припиняється. Розроблена лордом Кельвіном температурна шкала була вибрана так, що температура потрійної точки води становила 273,16 градуса. При такій градації величина градуса Кельвіна збігається з величиною градуса Цельсія. Ця шкала температур отримала назву абсолютної. Абсолютна шкала температур використовується в наукових статтях, хоча в повсякденному житті шкала Цельсія зручніша.

### Внутрішня енергія
Внутрішня енергія тіла є повний запас енергії внутрішнього стану системи, який визначається в залежності від деформаційних координат і температури.
{\displaystyle u=u(x_{1},x_{2},...x_{n},t)}
Повний запас енергії внутрішнього стану тіл {\displaystyle (u)}, мабуть, не може бути визначений ні на якому рівні розвитку природознавства. Але, оскільки в математичні вирази основних розрахункових співвідношень термодинаміки входять лише величини зміни внутрішньої енергії як функції стану {\displaystyle (du,\Delta u)}, то ця обставина не впливає на їх рівень загальності і точності. У зв'язку з цим внутрішня енергія завжди відраховується від прийнятого умовного рівня, наприклад, 0 °C і 760 мм рт. ст.

## Перший закон термодинаміки
Перший закон термодинаміки є математичним вираженням закону збереження енергії, який є базовим законом наукового природознавства.
Вихідним постулатом першого закону термодинаміки є закон збереження енергії: Енергія ізольованої системи зберігає постійну величину при всіх змінах, що відбуваються в цій системі, або, що те ж, енергія не виникає з нічого і не може звернутися в ніщо.
Класичне формулювання першого закону термодинаміки (по зовнішньому балансу): Зміна внутрішньої енергії тіла або системи тіл дорівнює алгебраїчній сумі отриманих (переданих) кількостей тепла і роботи або, що те ж, тепло, отримане системою ззовні {\displaystyle \delta Q^{*}} послідовно звертається на зміну внутрішньої енергії системи {\displaystyle dU} і на виконання (віддачу) зовнішньої роботи {\displaystyle \delta A}.
{\displaystyle \delta Q^{*}=dU\delta A^{*}}
(У цьому формулюванні слово послідовно, додане М. І. Білоконем, підкреслено, що в дійсності позитивна зовнішня робота термодинамічної системи виконується за рахунок зміни її деформаційних координат, наприклад, тиску і об'єму, а підведене тепло, еквівалентне виконаній роботі, компенсує зменшення при цьому внутрішньої енергії).
Знаки роботи і тепла в рівняннях першого закону термодинаміки :
{\displaystyle A>0} — виконання робочим тілом позитивної роботи;
{\displaystyle Q>0} — підведення тепла робочому тілу.
Вирази першого закону класичної термодинаміки дійсні лише для зворотних процесів. З метою узагальнення першого закону для зворотних та незворотних процесів М. І. Білоконь запропонував для подальшого розвитку основних принципів і розрахункових рівнянь термодинаміки розгорнути в них також вирази зовнішньої роботи. Для цього він ввів поняття ефективної роботи — {\displaystyle \delta A^{*}}, рівній різниці термодинамічної роботи {\displaystyle \delta A_{i}=\sum F_{i}dx_{i}} і незворотних втрат {\displaystyle \delta A^{**}}
{\displaystyle \delta A^{*}=\delta A-\delta A^{*}}
Втрачена в незворотних процесах робота {\displaystyle \delta A^{**}} перетворюється в тепло внутрішнього теплообміну тіла {\displaystyle \delta A^{**}}; це тепло повертається до розглянутого тіла або передається тілам зовнішньої системи, причому відповідно зменшується підсумкова величина підведення тепла ззовні:
{\displaystyle \delta A^{**}=\delta Q^{**}}
Повна кількість тепла, отримана тілом {\displaystyle \delta Q}, характеризує термодинамічний (приведений), теплообмін тіла і визначається як сума двох величин — тепло, підведене ззовні {\displaystyle \delta Q^{*}}, і тепло внутрішнього теплообміну {\displaystyle \delta Q^{**}}:
{\displaystyle \delta Q=\delta Q^{*}+\delta Q^{**}}

### Круговий процес (термодинамічний цикл)

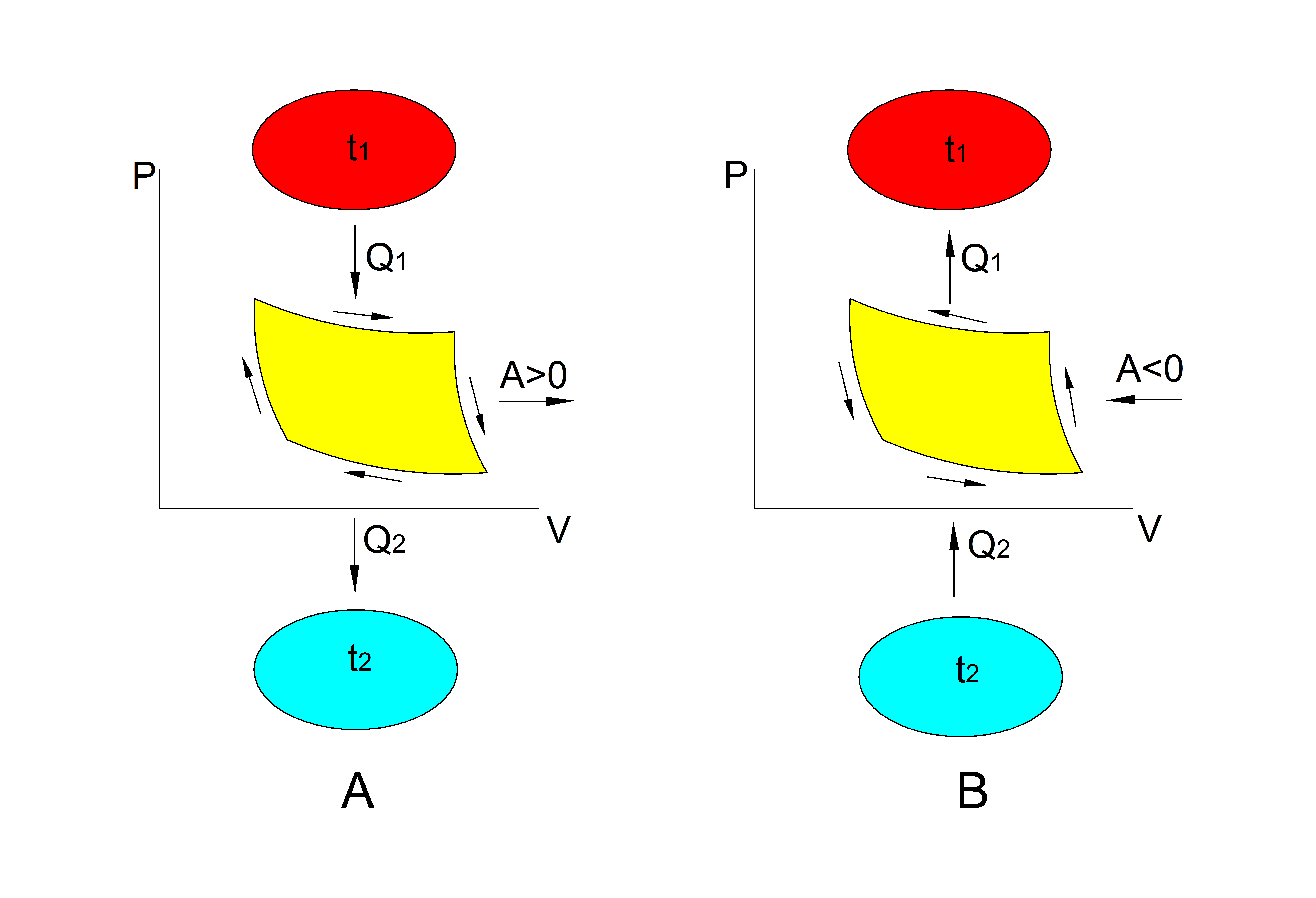
Мал. 1. Кругові процеси

Круговим процесом теплової машини в термодинаміці називаються замкнутий процес, що характеризується поверненням термодинамічної системи (робочого тіла) в початковий стан.
Прямий цикл A (мал. 1) використовується в тепловому двигуні. Тепло {\displaystyle Q_{1}} підводиться з джерела вищих температур ─ нагрівача {\displaystyle t_{1}} і частково {\displaystyle Q_{2}} відводиться до джерела нижчих температур — холодильника {\displaystyle t_{2}}.
Робота, отримана в тепловому двигуні, {\displaystyle A>0} дорівнює різниці кількостей підведеного і відведеного тепла :
{\displaystyle A=Q_{1}-Q_{2}}
Оборотний цикл B використовується у холодильних машинах та теплових насосах. Зразком ідеалізованого кругового процесу є цикл Карно.

Мал.2 Цикл Карно

Цикл Карно (мал. 2) в координатах P — V є оборотний круговий процес, який характеризується наступною послідовністю процесів: ізотермічне розширення (1 ─ 2) при температурі {\displaystyle T_{1}}, адіабатичне розширення (2 ─ 3), ізотермічне стискування (3 ─ 4) при температурі {\displaystyle T_{2}} і, що замикає цикл, адіабатичне стискування (4 ─ 1). Робоче тіло — ідеальний газ.

## Другий закон термодинаміки
Другий закон термодинаміки безпосередньо пов'язаний з поняттям ентропії. Ентропія є термодинамічною функцією стану, що характеризує стан термодинамічної системи.
Другий закон класичної термодинаміки є об'єднаний принцип існування і зростання ентропії.
Принцип існування ентропії є твердження другого закону класичної термодинаміки про існування ентропії — {\displaystyle S}, диференціал якої є повний диференціал {\displaystyle dS}, визначуваний в оборотних (зворотних) процесах як величина відношення підведеної ззовні елементарної кількості тепла {\displaystyle \delta Q_{o}} до абсолютної температури тіла {\displaystyle T}:
{\displaystyle dS_{o}={\frac {\delta Q_{o}}{T}}}
Принцип зростання ентропії є твердження другого закону класичної термодинаміки про незмінне зростання ентропії ізольованих систем в усіх реальних (незвоворотних) процесах зміни стану цих систем. (У зворотних процесах зміни стану ізольованих систем ентропія останніх не змінюється).
Математичний вираз другого закону класичної термодинаміки:
{\displaystyle dS={\frac {\delta Q}{T}}\geq 0}

### Методи заснування другого закону термодинаміки
У класичній термодинаміці обидва принципи існування і зростання ентропії ґрунтуються на спеціальному постулаті незворотності (постулати Клаузіуса, Томсона, Планка і інш.).

Постулат Клаузіуса:
Теплота не може переходити сама собою (без компенсації) від більш холодного тіла до більш теплого.
Постулат В. Томсона у формулюванні М. Планка:
Неможливо побудувати періодично діячу машину, уся діяльність якої зводиться до підняття тяжкості(виконуванню роботи) і охолодженню резервуара (1897).
Обидва постулати еквівалентні. Вони мають назву постулатів заборони.

Постулат Планка (1926):
Утворення тепла шляхом тертя незворотно.
Слід зауважити, що аналіз методів заснування принципу існування ентропії показав, що усі побудови принципу існування ентропії в рамках другого закону класичної термодинаміки на основі постулатів незворотності помилкові і містять ряд неявних, абсолютно нестрогих припущень. (Наприклад, Р. Клаузіус помилково використовує постулат незворотності в доведенні теореми Карно, неявно використовує деякі наслідки принципу існування ентропії як передумови для обґрунтування цього принципу при виведенні інтеграла Клаузіуса, неявно постулює можливість існування ідеальних газів, що підкоряються закону Джоуля і рівнянню Клайперона тощо). 
Відомо також, що принципи існування і зростання ентропії нерівноцінні.
Принцип існування ентропії характеризує властивості речовини, на ньому побудована система найважливіших диференціальних рівнянь темодинаміки, наукову і практичну важливість яких трудно переоцінити.
Принцип зростання ентропії ізольованих систем є принцип статистичний. Він характеризує найбільш ймовірні напрямки процесів зміну стану ізольованих систем і використовується для визначення напрямків течії деяких фізичних процесів і хімічних реакцій. На цьому принципі побудована система нерівностей термодинаміки.
Очевидним є відмінність змісту, міри спільності і сфери застосування обох принципів і тому об'єднання їх в рамках другого закону термодинаміки стало історичним анахронізмом.
На користь незалежного заснування принципу існування ентропії висловлювались М.Шиллер, Т. Афанасьєва-Еренфест, Ван-дер-Ваальс, Гухман Олександр Адольфович, М. І. Білоконь і інші. Останній запропонував побудову принципу існування абсолютної температури і ентропії для будь-яких процесів і систем на підставі незалежного від принципу незворотності постулата Білоконя. (За термінологією автора: постулата другого закона термостатики).

Постулат Білоконя:
Температура — єдина функція стану, яка визначає напрямок самовільного теплообміну, тобто між тілами і елементами тіл, що не перебувають в тепловій рівновазі, неможливий одночасний мимовільний (за балансом) перехід тепла в протилежних напрямках ─ від тіл більш нагрітих до тіл менш нагрітих і назад.
Постулат Білоконя сумісний з будь-яким твердженням про односторонню спрямованість прямого теплообміну між тілами: абсолютно байдуже, чи здійснюється самовільний (без підведення роботи ззовні) перехід тепла від тіл більш нагрітих до тіл менш нагрітих або від тіл менш нагрітих до тіл більш нагрітих, але абсолютно виключається можливість одночасного існування явищ мимовільного нерівноважного переходу тепла в протилежних напрямках, оскільки одночасний мимовільний перехід тепла в протилежних напрямках рівносильний можливості існування в одних і тих же умовах різних і таких, що взаємно виключають один одного, слідств однієї і тієї ж передумови (спонукальної причини), що суперечить принципу причинного зв'язку явищ природи. Постулат Білоконя, симетричний відносно знаку абсолютної температури, однаково справедливий як в системах з позитивною абсолютною температурою, так і в системах з негативною абсолютною температурою. Крім того, він не суперечить статистичному тлумаченню ентропії (принципу Больцмана).
Математичний вираз постулату, як було показано вище
{\displaystyle dS_{o}={\frac {\delta Q_{o}}{T}}}
Постулат другого закону термодинаміки (по Білоконю) є основою принципа зростання ентропії ізольованих систем і тому повинен містити вказівку про певний напрям спостережуваних в природі реальних процесів, а не заперечення можливості їх протилежної течії. Тому постулат другого закону термодинаміки для нашого світу позитивних абсолютних температур формулюється таким чином:
Робота може бути повністю перетворена у тепло шляхом тертя або електронагріву.
Математичний вираз другого закону термодинаміки:
{\displaystyle dS={\frac {\delta Q}{T}}>0}
Важливе слідство постулату:
Тепло не може бути повністю перетворено в роботу. (Принцип неможливості існування вічного двигуна другого роду).
(Праці М. І. Білоконя не були сприйняти радянською академічною наукою. Не будучі спростовані, вони замовчувались, а його книги, видані малими накладами за радянських часів, не перевидавалися, не перекладалися іноземними мовами і тому не були відомі широкій науковій громадськості).

## Третій закон термодинаміки
Третій закон термодинаміки або теплова теорема Нерста стверджує, що ентропія будь-якої рівноважної системи у міру наближення до абсолютного нуля перестає залежати від будь-яких параметрів стану і прагне до певної межі, тобто, якщо {\displaystyle T\to 0,} то {\displaystyle S=S_{0}}. Цей результат, який є узагальненням дослідних фактів, не випливає безпосередньо з першого і другого законів і є самостійним законом термодинаміки. Фактично зміст теореми Нернсту включає два положення.
Перше з них постулювало існування межі ентропії при прагненні температури до абсолютного нуля. Чисельне значення цієї межі прийнято вважати рівним нулю, тому в літературі іноді говорять про те, що ентропія системи прагне до нуля при прагненні температури до 0 К.
Друге положення теореми Нернста стверджує, що усі процеси поблизу абсолютного нуля, що переводять систему з одного рівноважного стану в інший, відбуваються без зміни ентропії. Третій закон термодинаміки передбачає виродження ідеального газу при дуже низьких температурах. Це означає, що ідеальний газ перестає вести себе згідно рівнянню Клапейрона, а підкоряється більш складному рівнянню, який враховує квантові ефекти. З точки зору статистичної фізики при абсолютному нулі всі частинки тіла знаходяться на в одному найнижчому квантовому стані. Такий стан може бути реалізовано лише однією атомною картиною. Тому, в рівнянні Больцмана ({\displaystyle S=kln\Gamma }) {\displaystyle \Gamma =1}, звідки {\displaystyle S=kln\Gamma =0} Таким чином, ентропія всіх кристалічних тіл перетворюється в нуль при абсолютному нулі, і отже, вона має додатне значення.
Для аморфних тіл через їх велику структурну складність і нерівноважність ентропія при {\displaystyle T\to 0,} прямує до відмінного від нуля значення {\displaystyle S_{0}} (залишкова ентропія).

## Термодинаміка і статистична фізика
Під кінець XIX-го століття отримали підтвердження гіпотези про атомну будову речовин. Стало зрозумілим, що температура тіл пов'язана із хаотичним тепловим рухом атомів. Виникла нова область теоретичних досліджень — статистична механіка, яка дозволила побудувати мікроскопічну атомарну теорію багатьох термодинамічних явищ. В основі статистичної механіки лежить припущення Л. Больцмана про те, що ентропія пропорційна логарифму числа мікроскопічних станів, яким може реалізуватися даний макроскопічний стан:
{\displaystyle S=k_{B}{\text{ln}}\Gamma \,},
де {\displaystyle \Gamma } — число мікроскопічних станів, а {\displaystyle k_{B}} — стала пропорційності, що отримала назву сталої Больцмана.
Статистична механіка пропонує ясний шлях знаходження термодинамічних потенціалів через величину, яка називається статистичною сумою. Проте знаходження статистичної суми для більшості систем дуже складна математична задача. Воно може бути виконане точно тільки для невеликого числа модельних систем, наприклад для ідеального газу. Знання статистичної суми дозволяє обчислити вільну енергію Гельмгольца за формулою:
{\displaystyle F=-k_{B}T{\text{ln}}Z\,},
де {\displaystyle T} — абсолютна температура, {\displaystyle Z} — статистична сума. Оскільки через похідні від вільної енергії виражаються всі термодинамічні змінні, то статистична сума містить повну інформацію про термодинамічну систему.
На початку XX століття була відкрита квантова механіка і побудована квантова статистична фізика. Загальні термодинамічні міркування для квантової статистики та класичної статистики залишаються однаковими, проте результати дуже суттєво змінюються. Особливо це стосується принципу нерозрізнюваності частинок. Завдяки цьому принципу всі квантові частинки діляться на два класи — ферміони і бозони, для яких характерні різні статистики — статистика Фермі — Дірака та статистика Бозе — Ейнштейна, відповідно. Застосування цих квантових статистик дозволило розширити область справедливості термодинаміки на фізичні системи при дуже низьких температурах, при дуже великих густинах, наприклад, у надрах зірок, тощо.

## Термодинамічні потенціали
Розвиток термодинаміки увінчався розробкою понять термодинамічних потенціалів, які є основою сучасного розуміння термодинамічних явищ. Основних термодинамічних потенціалів чотири: внутрішня енергія, вільна енергія, ентальпія, вільна енергія Гіббза. Ці чотири потенціали визначені для закритої системи, яка не може обмінюватися речовиною з довкіллям. У випадку відкритої системи і систем у зовнішніх полях можлива побудова інших потенціалів за аналогією із зазначеними чотирма потенціалами.

### Спряжені термодинамічні змінні
Усі термодинамічні змінні можна об'єднати у пари спряжених. Одна змінна із пари може розглядатися для певного виду процесу дією, а інша відгуком на цю дію. Так, наприклад, газ можна розширювати чи стискати, фіксуючи об'єм, вимірюючи при цьому зміну тиску як відгук на зміну об'єму. З іншого боку, можна змінювати зовнішній тиск і цікавитися зміною об'єму.
Основні пари спряжених змінних наведені в наступній таблиці
| Змінна             | Спряжена змінна             |
| ------------------ | --------------------------- |
| Температура        | Ентропія                    |
| Об'єм              | Тиск                        |
| Кількість частинок | Хімічний потенціал          |
| Тензор деформації  | Тензор механічних напружень |

### Диференціали від термодинамічних потенціалів
Із першого закону термодинаміки для закритої термодинамічної системи випливає, що малий приріст внутрішньої енергії можна записати у вигляді:
{\displaystyle dU=TdS-PdV\,},
де:
- {\displaystyle T} — температура
- {\displaystyle S} — ентропія
- {\displaystyle P} — тиск
- {\displaystyle V} — об'єм.

Член {\displaystyle TdS=dQ\,} описує кількість теплоти, наданої термодинамічній системі. Внутрішня енергія, як термодинамічний потенціал закритої системи є функцією ентропії та об'єму. Спряжені до ентропії та об'єму змінні — температура та тиск є коефіцієнтами при диференціалах, а отже дорівнюють з точністю до знаку похідним від термодинамічного потенціалу по відповідній змінній.
Інші термодинамічні потенціали можна отримати, додаючи чи віднімаючи добуток спряжених змінних. Так, наприклад:
{\displaystyle dF=d(U-TS)=-SdT-PdV\,}
задає новий потенціал — вільну енергію, яка є функцією температури та об'єму.
Похідна від вільної енергії по об'єму при сталій температурі визначає тиск, як функцію температури та об'єму, тобто задає рівняння стану:
{\displaystyle P=-\left({\frac {\partial F}{\partial V}}\right)_{T}=f(V,T)}.
Таким чином, при побудові теоретичної моделі термодинамічної системи, знаходження виразу для вільної енергії визначає всі характеристики системи.
Другі похідні від термодинамічних потенціалів дозволяють визначити інші важливі характеристики термодинамічних систем, наприклад теплоємність, стисливість.

## Фазові перетворення
При переходах речовин із одного агрегатного стану в інший, виділяється або поглинається прихована теплота. Фазові переходи розділяють на дві категорії: при фазових переходах першого роду значення термодинамічних потенціалів змінюються стрибком, при фазових переходах другого роду стрибком змінюються похідні від термодинамічних потенціалів, а самі термодинамічні потенціали залишаються неперервними функціями своїх аргументів.
Правило фаз визначає можливість співіснування різних агрегатних станів речовин. Для однокомпонентної речовини водночас може існувати максимум три фази — таке відбувається в потрійній точці. Для багатокомпонентних речовин, наприклад сплавів, одночасно може існувати більше фаз. Криві співіснування фаз задаються фазовими діаграмами.
Принцип Лешательє-Брауна стверджує те, що рівноважна термодинамічна система у відповідь на зовнішню дію змінюється таким чином, щоб зменшити результат цієї дії. Принцип Лешательє-Брауна допомагає також при вивченні зміни рівноважного стану в системах, в яких можливі хімічні реакції.

## Рівноважне випромінювання
Розгляд термодинамічної системи, яка перебувала б у тепловій рівновазі із власним тепловим випромінюванням призвів до зародження квантової механіки. Кожне тіло при скінченній температурі випромінює електромагнітні хвилі. Спектр цього випромінювання залежить від температури тіла. Якщо уявити собі порожнисте тіло, то енергія випромінена в порожнину повинна урівноважуватися енергією, поглинутою стінками, інакше теплова рівновага не встановиться. Однак теоретичні розрахунки спектру такого випромінювання, що проводилися наприкінці XIX століття не могли добитися такої рівноваги між випроміненою і поглинутою енергією. Водночас експериментальні вимірювання жодної проблеми не виявили: спектр випромінювання мав максимум на певній залежній від температури частоті. Цей спектр вдалося відтворити Максу Планку, припустивши, що електромагнітні хвилі випромінюються порціями, які мають енергію, пропорційну частоті. При такому припущенні теплова рівновага між тілом та його випромінюванням стала можливою.

## Нерівноважна термодинаміка
В той час, як класична термодинаміка в основному зосереджена на вивченні рівноважних термодинамічних систем і рівноважних процесів, нерівноважна термодинаміка вивчає перехідні процеси, процеси встановлення рівноваги у початково нерівноважних системах. До таких процесів належать процеси дифузії (масопереносу), теплопереносу, проходження через речовину електричного струму і таке інше.
Процеси в нерівноважних системах описуються кінетичними рівняннями.

### Лінійна нерівноважна термодинаміка
При невеликих відхиленнях стану термодинамічної системи від рівноважного потоки частинок, тепла чи електричного струму через речовину пропорційні градієнтам відповідних термодинамічних змінних, значення яких у певний момент часу і в певній точці простору можна знаходити, використовуючи рівняння та термодинамічні потенціали рівноважної термодинаміки. Відповідний розділ нерівноважної термодинаміки називається лінійною нерівноважною термодинамікою.
Важливу роль у нерівноважній термодинаміці відіграють рівняння неперервності, які відображають закони збереження. Процеси переходу фізичної системи від нерівноважного стану до рівноважного часто складні. Наприклад, при створенні градієнту температури в твердих тілах можуть виникнути не тільки теплові потоки, а й потоки електричних зарядів, чим пояснюються термоелектричні явища. Принцип Онсагера встановлює фундаментальну закономірність таких процесів, стверджуючи, що матриця кінетичних коефіцієнтів симетрична. Так, щодо наведеного прикладу термоелектричних явищ, ефект Зеєбека — виникнення електрорушійної сили в нерівномірно нагрітому провіднику, є оберненим до ефекта Томсона — виділення тепла при проходженні струму.
Для лінійної нерівноважної термодинаміки справедлива теорема Пригожина. Відповідно до цієї теореми, стаціонарному стану лінійної нерівноважної системи відповідає мінімальне виробництво ентропії.
Флуктуативно-дисипативна теорема відображає зв'язок між відкликом термодинамічної системи на зовнішнє збурення та процесами затухання флуктуацій, які можливі у цій системі.

### Відкриті системи далекі від рівноваги
Другий закон термодинаміки, тобто закон неспадання ентропії, стверджує, що еволюція термодинамічних систем призводить до збільшення безпорядку в них. У результаті виникла ідея теплової смерті — встановлення повністю розупорядкованого рівноважного стану, коли всі перехідні процеси завершаться. Однак у природі ми часто спостерігаємо перемогу порядку над безпорядком, свідченням чого є, наприклад, життя.
Закон неспадання ентропії несправедливий для відкритих термодинамічних систем у станах далеких від рівноваги. У таких системах можливий негативний приток ентропії, завдяки якому стають дозволеними процеси самоорганізації — виникнення складних упорядкованих структур. Такі процеси вивчає синергетика.